# Petrovics Demeter
Petrovics Demeter (névváltozatok: Dimitrije Petrović, Demetrius Petrovits, Demeter Petrowitsch) (Baja, 1799. február 18. – Bécs, 1854. december 25.) szobrász.

## Életrajza
Apja jómódu kereskedő volt Vukováron, azután pedig Kiskőrösre költözött, ahol meg is halt. Petrovics a család későbbi elszegényedése következtében iskoláit nem folytathatván, kereskedői pályára lépett és szabad óráiban plasztikai munkákkal foglalkozott. Később mások segítségével a bécsi képzőművészeti akadémiára került, 1823-ban két ízben is díjat nyert munkáival. Bécset 1825-ben elhagyva, Temesvárra, Vukovárra és Ivankovra ment rokonaihoz, majd ismét Bécsbe tért vissza, ahol Venus és Ámor, Perseus a medúza-fejjel szobrait készítette, azután pedig Schaberl szobrász műtermében Kinszky Ferenc gróf tábornok kolosszális mellszobrát mintázta, melyet nagy ünnepélyességekkel 1830. október 4-én lepleztek le a bécsújhelyi katona-akadémiában. Utolsó nagyobb műve Kisfaludy Sándornak a Magyar Nemzeti Múzeum számára készített bronzszobra volt, melyet 1848-ban fejezett be; ezt azonban csak 1850-ben állították fel a múzeum kertjében.

## Műve
- Andeutungen über Bildgiesserei nach der Methode der Alten, in ihrem Verhältnisse zur Galvanoplastik und der Bildgiesserei-Methode unserer Zeit. Wien, 1845.